# 京都府出身の人物一覧
京都府出身の人物一覧（きょうとふしゅっしんのじんぶついちらん）は、Wikipedia日本語版に記事が存在する京都府出身の人物の一覧表である。

## 公人

### 政治家

#### 首相経験者
- 芦田均：福知山市
- 西園寺公望
- 東久邇宮稔彦王

#### 議長経験者
- 近衛篤麿（第3代貴族院議長）
- 奥繁三郎（第18・21代衆議院議長）
- 前尾繁三郎（第58代衆議院議長）
- 伊吹文明（第74代衆議院議長、元自由民主党幹事長、元財務大臣、元文部科学大臣、元国家公安委員長・防災担当大臣）：京都市

#### その他の政治家
- 岩倉具視（公家、贈太政大臣、元太政大臣代理、元右大臣、元外務卿、元大納言、元権大納言、元明治政府副総裁、元政府会計事務総督、元海陸軍事務総督、元明治政府議定、元明治政府参与）
- 大江広元（鎌倉時代初期の政治家）
- 小原舞（衆議院議員）：舞鶴市
- 勝目康（衆議院議員）：京都市
- 川勝平太（静岡県知事）：京都市
- 三条実美（初代内大臣、太政大臣、右大臣、外国事務総督）
- 竹内譲（衆議院議員）：京都市
- 田中伊三次（元衆議院副議長、元法務大臣、元国務大臣、元自治庁長官、元自民党相談役、元自民党顧問）：兵庫県生まれ
- 谷垣専一（元文部大臣、禎一の父）：福知山市
- 谷垣禎一：（元自由民主党総裁、元科学技術庁長官、元金融再生委員長、元国家公安委員長・産業再生機構担当大臣、元財務大臣、元自民党政調会長、元国土交通大臣、元法務大臣）：福知山市
- 中川小十郎（貴族院議員、元西園寺公望内閣総理大臣秘書官、元内閣書記官 元台湾銀行頭取、元樺太庁第一部長、立命館大学創立者・総長）：南桑田郡馬路村（現・亀岡市）
- 中塚一宏（元内閣府副大臣、前金融担当大臣）：京都市
- 中村三之丞（元運輸大臣、元大蔵参与官）
- 西田昌司（参議院議員）：京都市南区
- 二之湯智（参議院議員）：京都市
- 野中廣務（元自治大臣、元国家公安委員長、元内閣官房長官）：船井郡園部町（現・南丹市）
- 前原誠司（元民主党代表、元国土交通大臣、元外務大臣、元内閣府特命担当大臣・国家戦略担当大臣）：京都市左京区
- 夏目亜季（荒川区議会議員）
- 本庄知史（衆議院議員）
- 中嶋秀樹（衆議院議員）
- 岡野純子（衆議院議員）

### 官界
- 上田章（衆議院法制局長）：京都市
- 片岡宏一郎（経済産業省大臣官房長）：京都市[1]
- 金尾健司（水資源機構理事長、第5代国土交通省水管理・国土保全局長）
- 岸本浩（東京税関長、国立印刷局理事長）
- 北井久美子（厚生労働省雇用均等・児童家庭局長、中央労働委員会事務局長、東京都公安委員会委員長、中央労働災害防止協会専務理事、宝ホールディングス株式会社社外監査役、株式会社協和エクシオ社外取締役、三井住友建設株式会社社外取締役）
- 児玉敏雄（日本原子力研究開発機構理事長）
- 坂口卓（第14代厚生労働審議官、第4代厚生労働省雇用環境・均等局長、厚生労働省労働基準局長）：京都市
- 廣瀬昌由（第11代国土交通省水管理・国土保全局長、同省関東地方整備局長）[2]
- 森清（第52代特許庁長官）：宇治市
- 柳原前光（駐露公使、賞勲局総裁、元老院議長、貴族院議員）：京都市
- 義本博司（第13代文部科学事務次官、第3代文部科学省総合教育政策局長、大学入試センター理事、文部科学省高等教育局長、文部科学省大臣官房総括審議官）：京都市

### 司法
- 田原睦夫（最高裁判事）
- 藤林益三（最高裁長官）
- 矢口洪一（最高裁長官）：京都市

## 実業家
- 井筒雄三（日本電気硝子元社長、元会長、ガラス産業連合会元副会長）
- 大久保昇（日本漢字能力検定協会設立者）：京都市
- 大倉治一（月桂冠元会長）：京都市
- 大倉敬一（月桂冠元社長）：京都市
- 大倉治彦（月桂冠社長、日本酒造組合中央会会長）：京都市
- 大谷竹次郎（松竹創業者）：京都市
- 岡田和生（ユニバーサルエンターテイメント創業者）：福知山市
- 岡本毅（東京ガス元社長、日本経団連副会長）：京都市
- 加藤進（住友商事元社長、日本経団連元審議員会副議長）
- 川勝堅二（三和銀行元会長兼頭取、経団連元副会長）：南丹市
- 川勝泰司（南海電気鉄道元会長）
- 川勝傳（南海電気鉄道会長兼社長、日本民営鉄道協会元会長）：南丹市
- 高乗正行（チップワンストップ創業者・社長、アロー・エレクトロニクス・ジャパン会長・日本代表）：京都市
- 小谷昌（京浜急行電鉄社長、横浜新都市センター社長、日本民営鉄道協会会長）
- 佐藤裕久（実業家、株式会社バルニバービ創業者、代表取締役会長CEO兼CCO、一般社団法人 日本飲食団体連合会副会長、日本ファインダイニング協会（JFDA）副会長）
- 初代・島津源蔵（発明家、島津製作所創業者）
- 2代目・島津源蔵（日本の十大発明家、島津製作所2代目社長）
- 白井松次郎（松竹創業者）：京都市
- 住友友純（住友財閥15代目当主）：京都市
- 瀧井治三郎（タキイ種苗創業者） :京都市
- 竹内次也（仙台放送会長、元同社社長、元フジテレビ常務）
- 田中源太郎   (京都府旧桑田郡亀山北町生まれの政治家、実業家。京都銀行の前身の亀岡銀行、のちに京都証券取引所となる京都株式取引所、京都電燈株式会社、京都鉄道株式会社などの設立にかかわる。衆議院議員当選3回（1、2、3回総選挙、貴族院多額納税者議員。)
- 塚本能交（ワコールホールディングス会長、京都商工会議所会頭）：京都市
- 長瀬次英（インスタグラム・ジャパン日本事業代表責任者、日本ロレアルCDO、LDH JAPANCDO）
- 永田雅一（大映創業者）：京都市
- 永守重信（ニデック創業者、日本の富豪ランキング4位）：向日市
- 中西正樹（アミューズ社長、サザンオールスターズ元マネージャー）
- 波多野鶴吉（グンゼ創業者）：綾部市
- 服部裕輔（Sun Asterisk創業者）：城陽市
- 樋口廣太郎（アサヒビール中興の祖、元経団連副会長）
- 平澤創（実業家、フェイス代表取締役社長（創業者）、日本コロムビア取締役会長）
- 広岡浅子（大同生命創業者）：京都市
- 堀場雅夫（堀場製作所創業者） :京都市
- 松本重太郎（大阪紡績（現東洋紡績）、阪堺鉄道（現南海電気鉄道）創業者）：京丹後市間人
- 水島廣雄（そごう社長・会長）：舞鶴市
- 三輪昭尚（大林組取締役・顧問、第4代内閣情報通信政策監）
- 村井吉兵衛（村井財閥創業者・明治時代の煙草王）：京都市
- 村田昭（村田製作所創業者）:京都市
- 村田大介（村田機械社長）
- 山内溥（任天堂3代目社長）
- 尾上規喜（フジ・メディア・ホールディングス取締役（常勤監査等委員）、フジテレビジョン監査役）：宮津市

## 軍人

### 陸軍
- 後宮淳（陸軍大将）：北桑田郡
- 竹内正吾（陸軍大尉）
- 田中弘太郎（陸軍大将）：船井郡園部町

### 海軍
- 岩井勉（海軍中尉）：相楽郡
- 加藤曻（海軍中尉）：京都市

## 文化人

### 学者

#### 歴史学者
- 川勝義雄（歴史学者）：京都市
- 西川誠（歴史学者）
- 羽田亨（歴史学者）

#### 民俗学者
- 八木透（民俗学者）：京都市

#### 社会学者
- 熊田一雄（社会学者）
- 深尾昌峰（社会政策学者）
- 木原誠太郎（社会学者）

#### 法学者
- 小橋一郎（法学者）
- 佐藤功（法学者）
- 岸田雅雄（商法学者）
- 田畑茂二郎（国際法学者）：舞鶴市

#### 政治学者
- 猪木正道（政治学者）：京都市
- 植村和秀（政治学者）：京都市
- 高坂正堯（国際政治学者）：京都市

#### 経済学者
- 伊豫谷登士翁（国際経済学者）
- 大塚久雄（経済学者）：京都市
- 片山貞雄（経済学者）：京都市
- 川勝昭平（経済学者）：南丹市
- 鹿野嘉昭（経済学者）
- 中村剛治郎（経済学者）：京都市

#### 経営学者
- 伊藤博之（経営学者）
- 増地庸治郎（経営学者）
- 松尾貴巳（経営学者、会計学者）

#### 物理学者
- 伊藤謙哉（宇宙物理学者）：京都市
- 大志万直人（地球物理学者）：福知山市
- 川勝年洋（物理学者）
- 朝永振一郎（物理学者）
- 中村卓史（宇宙物理学者）：京都市
- 林忠四郎（宇宙物理学者）：京都市
- 福島孝治（物理学者）
- 湯川秀樹（物理学者）：東京生まれ、京都育ち

#### 化学者
- 池田菊苗（化学者）
- 西堀栄三郎（化学者、登山家）
- 真島利行（化学者）：京都市

#### 生物学者
- 川勝正治（生物学者）：亀岡市
- 下村脩（生物学者）：福知山市

#### 天文学者
- 寿岳潤（天文学者）
- 杉本大一郎（天文学者）：長岡京市

#### その他の学者
| - 青地伯水（ドイツ文学者）：京都市 - 浅野哲夫（計算機科学者）：福知山市 - 生田耕作（仏文学者・評論家） - 今西錦司（生態学者・文化人類学者） - 荷田春満（江戸時代中期の国学者・歌人）：京都市 - 片山良庵（江戸時代前期の軍学者） - 川勝政太郎（考古学者）：京都市 - 川勝泰介（教育学者）：京都市 - 北山修（精神科医・心理学者、元シンガーソングライター）：京都市（出生地は兵庫県淡路島） - 木下順庵（江戸時代前期の儒学者） | - 小石元俊（蘭学者、蘭方医）：京都市西京区 - 小嶋秀夫（教育心理学者） - 古在由直（農芸化学者） - 杉浦幸雄（薬学者） - 塚原仲晃（大脳生理学者）：京都市 - 寺本俊彦（海洋学者） - 富永健（憲法学者） - 中ノ堂一信（美術史学者）：京都市 - 福田眞人（比較文化、医学史）：京都市 - 水谷周（イスラーム研究） - 村上武次郎（冶金学者）：亀岡市 |

### 映画監督
| - 石原興 - 和泉聖治 - 伊丹十三：京都市 - 井上梅次：京都市 - 大谷健太郎 - 杉本達 - 関本郁夫 - 曽根剛 - 豊田四郎 | - 中江裕司 - 林海象 - 牧野省三 - マキノ雅弘 - 三隅研次：京都市 - 山前五十洋 - 黒田大スケ：福知山市 - 渡辺邦彦：京都市 - 谷口正晃：京都市 |

### 画家
| - 池大雅（江戸時代中期の文人画家） - 伊藤若冲 - 入江波光 (日本画家) - 尾形乾山（江戸時代の絵師、陶工） - 尾形光琳（江戸時代の画家、工芸家） - 狩野永徳 - 狩野探幽（江戸時代前期の絵師） - 狩野正信 - 狩野元信（室町時代の絵師） - 川端玉章（日本画家、川端画学校の創設者） - 斉藤和（日本画家） - 佐藤太清（日本画家、文化勲章受章、元日展顧問）：福知山市 - 曾我蕭白 - 円山応挙：亀岡市 - 呉春 - 俵屋宗達 - 芝田米三（洋画家） |

### 書家
- 本阿弥光悦
- 古谷蒼韻（日本芸術院会員）
- 川勝清歩（まねき看板）：京都市
- 榊莫山（書家・作家）：京都府相楽郡大河原村南大河原（現・南山城村）生まれ、三重県伊賀市（旧上野市）育ち
- 小川妙子（前衛書道家、平和活動家）

### 思想家
- 石田梅岩（江戸時代の思想家、倫理学者）：亀岡市
- 伊藤仁斎（江戸時代前期の儒学者・思想家）
- 川勝寛治（幕末の尊攘派志士）：南丹市

### 写真家
- 北奥耕一郎
- 早崎治
- 石田研二
- 沖野豊
- 清岡純子
- 劉敏史
- 米原敬太郎

### 建築家
- 白井晟一
- 清家清
- 出江寛
- 高口洋人

### 陶芸家
- 野々村仁清
- 北大路魯山人
- 清水卯一
- 岡田輝：舞鶴市
- 前田正博：久美浜町

### 作家
| - 阿部牧郎 - 綾辻行人：京都市 - 今村翔吾（第166回直木賞受賞）：木津川市 - 大倉崇裕（推理作家） - 後藤正治（ノンフィクション作家）：京都市 - 佐佐木茂索 - 宮崎学：京都市 - 伊藤遊 - 喜多哲士 - 栗山良八郎 - 菅浩江 - 高田宏：京都市（石川県加賀市育ち） - 嶽本野ばら：宇治市 - 南江治郎：亀岡市 NHK専務理事、人形劇研究家、作家 - 秦恒平：京都市 - 伴田良輔：福知山市 - 原田まりる（元中野風女シスターズ（風男塾）・第五回みんなで選ぶ京都本大賞受賞）：京都市 | - 松井今朝子（第137回直木賞受賞）：京都市 - 松岡正剛 - 真継伸彦：京都市 - 村上春樹：京都市（兵庫県西宮市・芦屋市育ち） - 紫式部：(平安時代中期の女性作家・歌人) - 山口雄也（闘病記著者）：京都市 - 山崎洋子：宮津市 - 矢的竜 - 山村美紗：京都市 - 山本兼一（第140回直木賞受賞）：京都市 - 綿矢りさ：京都市 |

### 漫画家
| - 青木雄二：福知山市 - 彬聖子 - 浅野りん：京都市 - 岩村俊哉 - 梅田阿比 - 大島やすいち：京都市 - 江尻立真:京田辺市 - えびはら武司 - 大林かおる - 尾瀬あきら - 川島博幸 - きみづか葵 - 木村光久 - 久保田順子 - CLAMP - 猫井椿 - もこな - いがらし寒月 - 九里一平：京都市 - 白沢まりも - スタン坂井 - たかの宗美 - 高港基資 | - 辻なおき - 寺島令子 - 富永一朗 - 中井一輝 - 中田雅喜 - 永野護：舞鶴市 - 中道裕大 - 西川伸司：京都市 - 西出ケンゴロー：舞鶴市 - 野口こゆり - 波多野秀行 - ヒガアロハ - 樋口橘 - ひさうちみちお - みうらじゅん - 水口尚樹 - みなもと太郎 - 村上かつら - 望月ぱすた - 本秀康 - 山田デイジー - 山根和俊 - 山本サトシ - 唯登詩樹 - 吉田竜夫：タツノコプロダクション創業者、京都市 - ロクニシコージ - 環方このみ - 内藤マーシー：南丹市 - 比良賀みん也 |

### アニメーション制作関係者
- 石原立也（アニメ演出家、監督）
- 大西雅也（アニメーター）
- 片山一良（アニメ演出家、監督）
- 九里一平（アニメプロデューサー、タツノコプロダクション前社長）
- たつき（アニメーター、アニメ演出家、監督）
- 橋本晋治（アニメーター）
- 松倉友二（アニメプロデューサー）
- 水野和則（アニメ演出家、監督）
- 吉田健二（アニメプロデューサー、タツノコプロダクション元社長・前会長）
- 渡辺信一郎（アニメ演出家、監督）

### 俳人・詩人・歌人
- 児玉花外（社会主義詩人）
- 天野忠（詩人）
- 川勝雲堂（俳人）
- 山前実治（詩人）
- 林和清（歌人）
- chori（詩人）

### 僧侶
- 一休宗純（室町時代中期の禅僧）
- 川勝承哲（等持院の副住職、禅僧）
- 西行（平安時代末期から鎌倉時代初期にかけての日本の武士であり、僧侶、歌人）
- 親鸞（浄土真宗の宗祖）

### その他の文化人
- 伊東ライフ（イラストレーター、同人漫画家、バーチャルYouTuber）：宇治市
- 大田垣蓮月（江戸時代後期の尼僧・女流歌人）
- 鴨長明（平安時代末期から鎌倉時代の歌人、随筆家）
- 川勝堅一（実業家、美術品収集家）
- 川勝邦夫（舞鶴高専名誉教授、JICA派遣専門家）
- 川勝瀬平（幕末～明治時代初期の篤農家）
- 川勝良昭（プロジェクト管理研究者、新潟県参与、元法政大学IT研究センター教授）
- 久世久宝（四代目）（茶道具作家）
- 小川後楽（小川流煎茶家元六代目）
- 長艸敏明（京刺繍作家）
- 松本司（華道、京都未生流・家元嗣・副家元）
- 柴辻政彦（美術評論家）
- 中坊公平（元弁護士）
- モルガンお雪（明治時代の祇園甲部芸妓）
- 岩崎峰子（元祇園甲部芸妓）
- 安藤孝子（元祇園甲部芸妓・孝千代。『11PM』大阪版（よみうりテレビ制作）で藤本義一の初代ホステスを務めた）：京都市（生まれは大阪市）
- 梅中軒鶯童（浪曲師）：京都市上京区
- 真箏（祇園甲部芸妓、ジャズシンガー）
- 佐藤康光（将棋棋士）：八幡市
- 上杉晋作（チェスプレーヤー）
- 為則英司 (オセロ選手)
- 木村孝（染織研究家）
- 堀木エリ子（和紙デザイナー）
- 渡辺たをり（随筆家）
- 千原徹也（アートディレクター、グラフィックデザイナー、株式会社れもんらいふ代表）
- 寺田貴信（ゲームクリエイター）
- 高橋幸子（随筆家、教育評論家）
- 深尾昌峰（きょうとNPOセンター創立者・常務理事、京都コミュニティ放送設立者・事務局長）
- 中村とうよう（音楽評論家）：京丹後市
- 松山猛（作詞家、編集者。ザ・フォーク・クルセダーズやサディスティック・ミカ・バンドなどの作詞や、雑誌編集を務める）：京都市東山区
- 宮本茂（ゲームクリエイター）
- 村田吉弘（和食の料理人、祇園の老舗料亭「菊乃井」主人）
- 高田直樹（登山家）：与謝郡岩滝町（現在の与謝野町）
- 藤木九三（登山家）：福知山市
- 月城慶一（義肢装具士）
- りょかち（文筆家）
- 山下数毅（日本将棋連盟の関西奨励会に所属する奨励会員）

## スポーツ選手

### 力士
現役力士
- 千代栄栄太：福知山市
- 藤ノ川成剛：京都市西京区

引退力士
- 大碇剛：京都市西京区
- 若天龍祐三：京都市中京区

### サッカー
- 坂元要介（元・京都パープルサンガ）
- 家長昭博（川崎フロンターレ）
- 井上寛太（AC長野パルセイロ）
- 井上航希（アスルクラロ沼津）
- 宇佐美貴史（ガンバ大阪）
- 大久保優（ヒルズ・ユナイテッドFC（英語版））
- 角田誠（レイラック滋賀監督）
- 釜本邦茂（日本サッカー協会顧問）
- 川勝博康（元京都サンガF.C.コーチ）
- 川勝良一（元・京都サンガF.C.監督）
- 駒井善成（元・北海道コンサドーレ札幌）
- 土屋明大（モンテディオ山形GKコーチ）
- 永島悠史（元・FC岐阜）
- 中谷勇介（元・コーンケンFC）
- 橋田聡司（元・ザスパ草津）
- 柱谷哲二（前ギラヴァンツ北九州監督）
- 柱谷幸一（元ギラヴァンツ北九州監督）
- 長谷川祥之（元・鹿島アントラーズ）
- 平井直人（カターレ富山GKコーチ）
- 前田隆司（AC長野パルセイロGKコーチ）
- 松井大輔（元・横浜FC）
- 森岡亮太（元・ワースラント＝ベフェレン）
- 森川裕基（カマタマーレ讃岐）
- 山内翔（ヴィッセル神戸）
- 山口慶（元・ジェフユナイテッド市原・千葉）
- 山崎雅人（大分トリニータU-18監督）
- 大槻周平（元・モンテディオ山形）：福知山市
- 大槻優平（元・ツエーゲン金沢）：福知山市

### バスケットボール
- 西垣仁貴 - プロバスケットボール選手（bjリーグ・富山グラウジーズ所属）：京都市伏見区

### バレーボール
- 大村加奈子（元久光製薬スプリングス）：京都市
- 西山慶樹（元JTマーヴェラス、西山由樹の妹）：京都市
- 西山由樹（元JTマーヴェラス、西山慶樹の姉）：京都市
- 清水眞衣（元PFUブルーキャッツ）：京都市
- 和田由紀子（NECレッドロケッツ川崎）：京都市

### ボクシング
- 風神ライカ
- 堀川謙一：乙訓郡大山崎町
- 拳四朗（プロボクサー）：城陽市
- 寺地永（元プロボクサー）：城陽市

### プロレスラー
- 尾崎妹加（フリー・アイスリボンレギュラー）与謝郡
- 川島真織（シアタープロレス花鳥風月)：京都市
- 小橋建太（元プロレスリング・ノア所属）：福知山市
- 天山広吉（新日本プロレス所属）：京都市
- 中邑真輔（WWE所属）：峰山町
- 中西学（新日本プロレス所属）：京都市
- ダイナマイト・関西（OZアカデミー所属）：京都市
- 伊藤薫（全日本女子プロレス所属）：京都市
- 高岩竜一（ZERO1所属）：亀岡市
- 真霜拳號（KAIENTAI-DOJO所属）：舞鶴市
- "brother"YASSHI（プロレスリング・エルドラド所属）：宇治市
- 三尾祥久（シアタープロレス花鳥風月）：京都市
- 駿河メイ（我闘雲舞）：京都市
- 天咲光由（スターダム）：京都市

### 野球
現役選手
- 安西叶翔（北海道日本ハムファイターズ）：京都市左京区
- 石原彪（東北楽天ゴールデンイーグルス）：京都市伏見区
- 大野雄大（中日ドラゴンズ）：京都市伏見区
- 上茶谷大河（福岡ソフトバンクホークス）：京都市北区
- 金子侑司（埼玉西武ライオンズ）：京都市右京区
- 木瀬翔太（埼玉西武ライオンズ）：亀岡市
- 北山亘基（北海道日本ハムファイターズ）：北桑田郡京北町（現：京都市右京区）
- 駒月仁人（埼玉西武ライオンズ）：向日市
- 阪口樂（北海道日本ハムファイターズ）：京田辺市
- 炭谷銀仁朗（埼玉西武ライオンズ→東北楽天ゴールデンイーグルス→埼玉西武ライオンズ）：京都市左京区
- 田中貴也（読売ジャイアンツ→東北楽天ゴールデンイーグルス）：南丹市
- 高橋奎二（東京ヤクルトスワローズ）：亀岡市
- 田村俊介（広島東洋カープ）：舞鶴市
- 戸根千明（読売ジャイアンツ→広島東洋カープ）：綴喜郡田辺町（現・京田辺市）
- 西田明央（東京ヤクルトスワローズ）：京都市伏見区
- 西村瑠伊斗（東京ヤクルトスワローズ）：京都市南区
- 萩原哲（読売ジャイアンツ）：宇治市
- 長谷川信哉（埼玉西武ライオンズ）：京都市
- 林優樹（東北楽天ゴールデンイーグルス）：京都市伏見区
- 細川凌平（北海道日本ハムファイターズ）：京都市右京区
- 平野佳寿（オリックス・バファローズ→アリゾナ・ダイヤモンドバックス→シアトル・マリナーズ→オリックス・バファローズ）：宇治市
- 前川誠太（広島東洋カープ）：京都市右京区
- 真砂勇介（福岡ソフトバンクホークス→日立製作所硬式野球部）：京都市伏見区
- 松尾汐恩（横浜DeNAベイスターズ）：相楽郡精華町
- 森下瑠大（横浜DeNAベイスターズ）：福知山市
- 森脇亮介（埼玉西武ライオンズ）：福知山市

引退選手
- 青松敬鎔（元・千葉ロッテマリーンズ）：京都市
- 赤松真人（元・阪神タイガース→広島東洋カープ、現・広島東洋カープ一軍外野守備・走塁コーチ）：京都市
- 赤沼淳平（元・シャンバーグ・ブーマーズ）：京都市
- 飯田龍一郎（元・横浜ベイスターズ）：宮津市
- 糸井嘉男（元・北海道日本ハムファイターズ→オリックス・バファローズ→阪神タイガース）：与謝郡与謝野町（旧・岩滝町）
- 伊藤智仁（元・ヤクルトスワローズ、現・東京ヤクルトスワローズ一軍投手コーチ）：京都市中京区
- 今江敏晃（元・千葉ロッテマリーンズ→東北楽天ゴールデンイーグルス、現・東北楽天ゴールデンイーグルス一軍監督）：向日市
- 岩橋慶侍（元・東京ヤクルトスワローズ）：京都市
- 内海哲也（元・読売ジャイアンツ→埼玉西武ライオンズ、現・読売ジャイアンツ一軍投手コーチ）：城陽市
- 宇野雅美（元・読売ジャイアンツ→広島東洋カープ→東京ヤクルトスワローズ）：八幡市
- 大家友和（元・横浜ベイスターズ）：京都市左京区
- 大隣憲司（元・福岡ソフトバンクホークス→千葉ロッテマリーンズ、現・千葉ロッテマリーンズ二軍投手コーチ）：京都市南区
- 岡島秀樹（元・読売ジャイアンツ→北海道日本ハムファイターズ→ボストン・レッドソックス→福岡ソフトバンクホークス→福岡ソフトバンクホークス→オークランド・アスレチックス →横浜DeNAベイスターズ）：京都市
- 岡嶋博治（元・中日ドラゴンズ→阪急ブレーブス→国鉄スワローズ→サンケイスワローズ→サンケイアトムズ→東映フライヤーズ）：竹野郡網野町（現・京丹後市）
- 岡本真也（元・中日ドラゴンズ→埼玉西武ライオンズ→LGツインズ→東北楽天ゴールデンイーグルス）：竹野郡網野町（現・京丹後市）
- 小川裕介（元・オリックス・ブルーウェーブ→オリックス・バファローズ）：宇治市
- 片岡篤史（元・日本ハムファイターズ→阪神タイガース、現・中日ドラゴンズ一軍ヘッドコーチ）：久世郡久御山町
- 加登脇卓真（元・読売ジャイアンツ→西多摩倶楽部→香川オリーブガイナーズ）：城陽市
- 金田正泰（元・阪神タイガース監督）：京都市
- 神内靖（元・福岡ダイエーホークス→福岡ソフトバンクホークス→横浜DeNAベイスターズ）：綾部市
- 川中基嗣（元・読売ジャイアンツ）：京都市
- 河野秀数（元・北海道日本ハムファイターズ）：京都市
- 河端龍（元・東京ヤクルトスワローズ）：城陽市
- 岸本秀樹（元・横浜ベイスターズ→広島東洋カープ）：京都市
- 衣笠祥雄（元・広島東洋カープ）：京都市
- 木元邦之（元・日本ハムファイターズ→北海道日本ハムファイターズ→オリックス・バファローズ）：京都市南区
- 国松彰（元・読売ジャイアンツ）：京都市
- 倉義和（元・広島東洋カープ、現・広島東洋カープ二軍バッテリーコーチ）：京都市山科区
- 小島弘務（元・中日ドラゴンズ→千葉ロッテマリーンズ→嘉南勇士）：乙訓郡大山崎町
- 後藤利幸（元・千葉ロッテマリーンズ）：京都市伏見区
- 駒居鉄平（元・日本ハムファイターズ→北海道日本ハムファイターズ）：城陽市
- 近藤和彦（元・大洋ホエールズ→近鉄バファローズ）：京都市上京区（大阪府高槻市生まれ）
- 齊藤明雄（元・大洋ホエールズ→横浜大洋ホエールズ→横浜ベイスターズ）：京都市伏見区
- 斉藤和巳（元・福岡ダイエーホークス→福岡ソフトバンクホークス、現福岡ソフトバンクホークス四軍監督）：京都市
- 澤井道久（元・中日ドラゴンズ）：京都市西京区
- 清水直行（元・千葉ロッテマリーンズ→横浜ベイスターズ→横浜DeNAベイスターズ）：京都市
- 杉山晃紀（元・読売ジャイアンツ）：綾部市
- 杉山直久（元・阪神タイガース→富山サンダーバーズ）：舞鶴市
- 田中敏昭（元・横浜ベイスターズ）：竹野郡網野町（現・京丹後市）
- 田中浩康（元・東京ヤクルトスワローズ→横浜DeNAベイスターズ、現横浜DeNAベイスターズ内野守備兼三塁ベースコーチ）：相楽郡木津町（現・木津川市）
- 田中充（元・横浜ベイスターズ）：京都市
- 近澤昌志（元・大阪近鉄バファローズ→東北楽天ゴールデンイーグルス→レノ・シルバーソックス）：京都市
- 辻孟彦（元・中日ドラゴンズ）：京都市
- 中西有希人（元・日本ハムファイターズ）：京都市山科区
- 中村憲（広島東洋カープ）：宇治市
- 中村武志（起亜タイガースコーチ）：京都市右京区
- 西尾慈高（元・大阪タイガース→中日ドラゴンズ）：京都市
- 西森将司（元横浜DeNAベイスターズ）：京都市
- 野村克也（東北楽天ゴールデンイーグルス名誉監督）：竹野郡網野町（現・京丹後市）
- 橋本健太郎（元・阪神タイガース→千葉ロッテマリーンズ）：綴喜郡田辺町（現・京田辺市）
- 原田英彦（元龍谷大平安高校監督）：京都市南区
- 波留敏夫（元・横浜ベイスターズ→中日ドラゴンズ→千葉ロッテマリーンズ、現・オリックス・バファローズ育成チーフコーチ）：京都市山科区
- 平井快青（元読売ジャイアンツ）：京丹後市
- 桧山進次郎（元・阪神タイガース）：京都市右京区
- 藤田宗一（元・千葉ロッテマリーンズ→読売ジャイアンツ→福岡ソフトバンクホークス→群馬ダイヤモンドペガサス）：綴喜郡八幡町（現：八幡市）
- 細見和史（元・横浜ベイスターズ→西武ライオンズ→阪神タイガース）：京都市伏見区
- 牧丈一郎（元阪神タイガース）：京都市左京区
- 枡田慎太郎（元東北楽天ゴールデンイーグルス）：京都市伏見区
- 三上真司（元・ヤクルトスワローズ）：城陽市
- 森谷昭仁（元・大阪近鉄バファローズ→東北楽天ゴールデンイーグルス）：京都市西京区
- 横山徹也（元・大阪近鉄バファローズ→オリックス・バファローズ→愛媛マンダリンパイレーツ）：舞鶴市
- 吉川勝成（元・大阪近鉄バファローズ→オリックス・バファローズ）：宇治市
- 芳川庸（元読売ジャイアンツ）：京都市
- 吉崎勝（元・日本ハムファイターズ→北海道日本ハムファイターズ→東北楽天ゴールデンイーグルス）
- 吉田義男（元・阪神タイガース監督）：京都市
- 吉見一起（元・中日ドラゴンズ）：福知山市
- 吉見太一（元・西武ライオンズ）：亀岡市
- 山上直輝（元サヴィニー・ライオンズほか）：舞鶴市
- 山田秋親（元福岡ソフトバンクホークス→福岡レッドワーブラーズ→千葉ロッテマリーンズ→ミキハウスREDS）：京都市

女子プロ野球
- 田中亜里沙

### 競馬関連

#### 騎手
- 荻野要
- 川合達彦：京田辺市
- 河北通
- 北村浩平
- 小池隆生
- 武豊：京都市伏見区
- 長谷川浩大

#### 調教師
栗東トレーニングセンター所属
- 安達昭夫
- 荒川義之
- 五十嵐忠男
- 境直行
- 坂口正大
- 佐山優
- 須貝彦三
- 武邦彦（生まれは北海道函館市）
- 武宏平
- 武田博
- 田所秀孝
- 戸山為夫：京都市伏見区
- 中尾正
- 中村均
- 服部利之
- 堀井雅広
- 牧浦充徳
- 増本豊
- 松元省一
- 松元茂樹
- 安田隆行

### 自転車競技
- 竹之内悠（シクロクロス選手）
- 中込由香里（マウンテンバイクレース選手、2004年のアテネオリンピック出場）
- 三船雅彦（ロードレース選手）

#### 競輪選手
- 荒木実：京都市
- 伊藤保文
- 稲垣裕之：舞鶴市
- 奥平充男：福知山市
- 加藤晶
- 川村晃司
- 塚本善之：宇治田原町（元 広島東洋カープ投手）
- 野口正則
- 畑段嵐士：京都市
- 松本勝明
- 松本整（自転車競技日本代表監督、スポーツインストラクター）：京都市
- 村上義弘（村上博幸の兄）：京都市
- 村上博幸（村上義弘の弟）：京都市
- 藤木裕
- 山本真矢
- 山本レナ

### ラグビー
- 淺岡俊亮
- 浅岡勇輝
- 浅堀航平
- 芦谷勇帆
- 伊尾木洋斗
- 井口剛志：京都市
- 井口雅勝（日本代表選手）
- 石田幹太
- 石塚広治（日本代表選手）
- 井上陽公
- 今釘小町（女子日本代表選手）
- 今村陽良：京都市
- 今村友基：京都市
- 井村兼人
- 磯田一郎（日本ラグビーフットボール協会第8代会長）：舞鶴市、岡山県育ち
- 上野隆太（日本代表選手）
- 江口晃平
- 大島脩平
- 大谷芽生
- 大塚朱紗
- 大山晋弥：京都市
- 大八木淳史（日本代表選手、高知中央高等学校ゼネラルマネージャー）：京都市右京区
- 岡本慎太郎：京都市右京区
- 岡元涼葉
- 奥村翔
- 尾崎晟也：宇治市
- 尾崎泰雅：宇治市
- 長田智希:大山崎町
- 小畑健太郎：京都市
- 小畑拓也
- 小山田岳
- 角濱嘉彦
- 勝木来幸：京都市
- 金田瑛司
- 川越藤一郎（日本代表選手、日本ラグビーフットボール協会第9代会長）：京都市
- 香山蕃（日本代表監督、京都帝国大学監督、日本ラグビーフットボール協会第3代会長）
- 木上鴻佑：京都市
- 北川喬之
- 北川俊澄（日本代表選手）
- 北川智規（日本代表選手）
- 北出卓也：京都市
- 木下皓太
- 木村朋也
- 小牧日菜多
- 小島佑太
- 小原稜生
- 古村健太郎
- 坂田正彰（日本代表選手）：長岡京市
- 坂手淳史（日本代表選手）
- 櫻谷勉
- 佐原慧大
- 嶋田直人
- 清水佑：宇治市
- ジョーンズリチャード剛
- 杉下暢
- 杉本誠二郎（常翔啓光学園高校元監督）：京都市
- 住吉藍好
- 高崎利明（伏見工業高校元監督）：京都市
- 高島忍
- 高安厚史
- 田倉政憲（日本代表選手）
- 立川政則（日本代表選手）
- 田中史朗（日本代表選手）
- 辻井健太：京都市
- 辻井宏介
- 辻井将孝：京都市
- 寺田桂太
- 西川虎哲
- 西村蒼空
- 東郷拓也
- 土永雷
- 半井優太
- 中鹿駿
- 中林正一
- 中村沙弥（女子日本代表選手）
- 中村大治郎
- 中村直人（日本代表選手）
- 中村嘉樹
- 中村友哉
- 南藤辰馬
- 西川賢哉：京都市
- 西村颯平
- 長谷川元氣：京都市
- 長谷川慎（日本代表選手）：京都市
- 馬場美喜男
- 濵田将暉
- 原山光正
- 比果義稀：京都市
- 平尾誠二（日本代表選手、日本代表監督、神戸製鋼コベルコスティーラーズゼネラルマネージャー）：京都市南区
- 藤井拓海
- 藤田達成
- 藤田慶和（日本代表選手）
- 藤浪輝人
- 藤村琉士：京都市
- 二村莞司:長岡京市
- 古田凌
- 細川隆弘（日本代表選手）：京都市
- 槇原航太
- 政田孝之
- 松島鴻太
- 水野弘貴（日本代表選手）
- 南橋直哉：京都市
- 三木皓正
- 三木亮平
- 三宅敬
- 宮崎達也
- 村上晃一：京都市
- 村下雅章
- 村田賢史
- 村田陣悟
- 森田茂希
- 森田慎也
- 森山飛翔
- 森田尚希
- 森山皓太
- 森脇光：京都市
- 守屋篤
- 安岡大貴
- 安岡貴之
- 安田卓平
- 矢富洋則
- 矢富勇毅（日本代表選手）
- 山川一瑳
- 山下楽平（7人制日本代表選手）
- 山田聖也
- 山本秀:伏見区
- 山本雄貴
- 山本嶺二郎
- 湯浅航平
- 湯浅泰正（京都成章高校ラグビー部監督）
- 吉田明（日本代表選手、京都産業大学監督）
- 吉田康平
- 吉田大亮
- 吉田朋生（日本代表選手）

### 陸上競技
- 飯島希望（中長距離走、積水化学所属）：亀岡市
- 石橋麻衣（中長距離走、ヤマダ電機所属）：相楽郡木津町（現・木津川市）
- 一色恭志（長距離走、GMOアスリーツ所属）：与謝野町
- 川嶋利佳（中長距離走、元キヤノンアスリートクラブ九州）：宮津市
- 木崎良子（長距離走、2012年ロンドン五輪女子マラソン日本代表）：与謝郡野田川町（現・与謝野町）
- 久馬悠（長距離走、双子の姉）：綾部市
- 久馬萌（長距離走、双子の妹）：綾部市
- 柴田博之（走幅跳）：城陽市
- 高岡寿成（長距離走）：相楽郡山城町（現・木津川市）
- 竹上千咲（中長距離走、ダイハツ工業所属）：南丹市
- 千葉真子（長距離走）：宇治市
- 西原加純（中長距離走）：与謝郡加悦町（現・与謝野町）
- 花田勝彦（長距離走）：京都市
- 藤田信之（シスメックス女子陸上競技部監督、野口みずきの師匠）
- 森唯我（中距離走、元ヤマダ電機所属、元佛教大学陸上競技部コーチ）：京都市

### その他のスポーツ選手
- 荒賀知子（空手家）：亀岡市
- 荒賀龍太郎（空手家、2020年東京オリンピック銅メダル）：亀岡市
- 石井利枝（プロボウラー）
- 澤田亜紀（フィギュアスケート。生まれは大阪府）
- 太田由希奈（フィギュアスケート）
- 北村明子（フィギュアスケート）
- 本田太一（フィギュアスケート）：京都市
- 本田真凜（フィギュアスケート）：京都市
- 奥野史子（元アーティスティックスイミング選手、スポーツコメンテーター）：京都市
- 伊達公子（テニス）：京都市
- 上田藍（トライアスロン、2006年アジア大会銀メダル）
- 北川圭一（バイクレーサー）
- 松山金嶺（プロビリヤード選手）
- 高橋美帆（競泳選手）
- 田口正治（競泳選手、1936年ベルリンオリンピック金メダル）
- 櫻井有希（女子プロゴルファー）：京都市
- 永井奈都（女子プロゴルファー）：京都市
- 森田理香子（女子プロゴルファー）：京都市
- 植村ひろみ（重量挙げ）：八幡市
- 斎藤さと美（重量挙げ。生まれは福井県）：宇治市
- 松本恵二（レーシングドライバー）
- 上安久子（水球選手）
- 上田将勝（総合格闘家）：京都市
- 土橋茜子（近代五種競技、トライアスロン（2010年アジア大会会銀メダル））
- 山本みどり（プロテニスプレーヤー）：京田辺市
- 植村美奈子（女子プロ野球）：福知山市
- 中村友梨香（元マラソン選手）：福知山市
- 芳田司（柔道、2020年東京オリンピック銀・銅メダル）：京都市

## 芸能人

### アイドル
- 石橋蛍（元SUPER☆GiRLS）
- 宇佐美あいり：京都市
- AKB48グループ
- 坂道シリーズ
  - AKB48元メンバー
    - 太田奈緒
    - 横山由依（元NMB48）：木津川市（旧・木津町）

  - SKE48
    - 荒井優希

  - 乃木坂46
    - 弓木奈於

  - 櫻坂46
    - 山下瞳月

  - 吉本坂46元メンバー
    - 三秋里歩（元NMB48、AKB48）：城陽市

  - 日向坂46
    - 松田好花：京都市
- 恵比寿マスカッツ元メンバー
  - 児玉菜々子
  - 篠原冴美
- 仮面女子
  - 桜のどか（アリス十番、ぴゅあふる）
  - 窪田美沙（アーマーガールズ）
- 木内くるみ
- 桐野澪（グラビアアイドル、漫画家）
- 草間リチャード敬太（Aぇ! group）
- 小山ひかる（HINOIチーム）
- さとう里香：城陽市
- JO1
  - 大平祥生：舞鶴市、京都府文化観光大使[3]
- Juice=Juice
  - 江端妃咲
  - 川嶋美楓
- 杉山優華（つぼみ）
- 千知（元THE HOOPERS、元ael-アエル-〈花園千知〉）
- 田井中茉莉亜：長岡京市
- トギー（BiS）
- 中村静香（美少女クラブ31）：宇治市
- 西田汐里（BEYOOOOONDS）
- 西田麻衣（グラビアアイドル）
- NiziU
  - RIKU（大江梨久）：宇治市
  - MAYUKA（小合麻由佳）：京田辺市
  - MIIHI（鈴野未光）：京都市上京区
- 野口もなみ（GEM）
- 浜田コウ：京丹後市（旧・久美浜町）
- 浜田翔子：京丹後市（旧・久美浜町）
- リョウ（NCT、NCT WISH）
- 室たつき（元関西ジャニーズJr.）
- 室龍太
- モーニング娘。
  - 井上春華
- モーニング娘。元メンバー
  - 中澤裕子：福知山市
- 平井もも（TWICE）：京田辺市（旧・田辺町）
- 丸山葵（FANTASISTA）
- 丸山隆平（SUPER EIGHT）：京都市右京区
- 森田涼花（元アイドリング!!!11号、元HOP CLUB）：京都市
- 安田美沙子：宇治市
- 山中すみか：長岡京市
- 湯之上知子（グラビアアイドル)
- 鷲見友美ジェナ（仮面ライダーGIRLS）：京都市

・作島藍（Hey!Mommy!）

### お笑い芸人
- 今いくよ・くるよ：京都市
- 浦井のりひろ（男性ブランコ）：京都市伏見区
- おいでやす小田：京都市左京区
- 大国麗（爛々）：京都市
- 大狸ぽんぽこ（シンプル）：京都市
- 長田庄平（チョコレートプラネット）：京都市
- 川島明（麒麟）：宇治市
- 川畑泰史：京都市
- サバンナ
  - 八木真澄：井手町
  - 高橋茂雄：京都市下京区
- 島崎俊郎：生まれは高知市。10歳から京都市左京区育ち
- 清水圭：宇治市
- 清水けんじ：京都市
- 竹内知咲（天才ピアニスト）：京都市
- 竹若元博（バッファロー吾郎）：京都市
- 田畑藤本：京都市
- 千原兄弟：福知山市
- チュートリアル：京都市左京区
- 辻（ニッポンの社長）：京都市
- 中島知子（元オセロ）：京都市山科区（出生当時は東山区）
- ネイビーズアフロ：京都市
- ハイツ友の会
  - 清水香奈芽：宇治市
  - 西野：京都市
- ぶっちゃあ（ブッチャーブラザーズ）：福知山市
- ブラックマヨネーズ：小杉は京都市西京区（出生当時は右京区）、吉田は京都市伏見区
- まもる。 (もも)：京都市
- ミキ：京都市左京区
  - 昴生
  - 亜生
- 宮川大輔：京都市左京区(滋賀県大津市育ち)
- 山崎静代（南海キャンディーズ）：福知山市（大阪府茨木市育ち）
- 山添寛（相席スタート）：京都市左京区
- レギュラー
  - 松本康太：大山崎町
  - 西川晃啓：京都市南区
- レッド吉田（TIM）:京都市
- 若井おさむ：京都市

### 音楽家
- 安達朋博（ピアニスト）
- 池内ヨシカツ（作曲家）
- 伊吹新一（指揮者）
- 宇崎竜童：京都市
- 大西順子（ジャズ・ピアニスト）
- 岡本章生(トランペット奏者・バンドリーダー)
- 田村麻子（ソプラノ歌手）
- 大野克夫（作曲家、元スパイダース）：京都市
- 熊谷美広（音楽ライター）：京都市
- 斎藤ノブ（パーカッション奏者）
- 佐藤宣彦（音楽プロデューサー）
- 佐渡裕（指揮者、兵庫県立芸術文化センター芸術監督）：京都市
- 清水信治（アコーディオン奏者）：京都市
- 高橋裕（作曲家）
- 瀧川一郎（ギタリスト、D'ERLANGER、元CRAZE）
- 田中彩子（ソプラノ歌手）
- 田中フミヤ（DJ）：福知山市
- 田村しげる（作曲家）：峰山町（現・京丹後市）
- 俵英三（フラメンコギタリスト）
- トモ藤田（ギタリスト）
- 仲野順也（ゲーム音楽作曲家）
- 中橋孝晃（作曲家）
- 夏目久子（メゾソプラノ歌手）：京都市
- 鳴瀬シュウヘイ
- 野力奏一（ジャズ・ピアニスト、作曲家）
- 原田忠幸（サクソフォーン奏者）
- 日高明大：京都市
- 弘田佳孝（作曲家）：京都市
- 松尾俊介（ギタリスト）：京都市
- 松田貴志（音楽プロデューサー）：向日市
- 松宮圭太（作曲家）：京都市
- 松村禎三（作曲家）：京都市
- 若井淑（作曲家）：京都市
- 宮脇“JOE”知史（ドラマー、元44MAGNUM、元hide with Spread Beaver、現ZIGGY、machine、RIDER CHIPS）
- 屋敷豪太（ドラマー）：綾部市
- 山崎マゾ（MASONNA）：宮津市
- Chachamaru（ギタリスト）
- CHiCO (ACE)：宇治市
- Fantastic Plastic Machine（DJ）
- ROLLY（ボーカリスト、ギタリスト、元すかんち）
- 田中充（トランペット演奏者）：福知山市

### 歌手
- 青山和子
- あさき
- 鎌田章吾
- 岸本早未
- センラ（浦島坂田船）:京都市
- 中村由利
- 辺見マリ
- 松田樹利亜
- 都はるみ：京都市
- SANISAI
- 笠井紀美子（ジャズ）
- 倖田來未：京都市伏見区
- misono：京都市伏見区
- 冠徹弥
- 高田恭子
- 與真司郎（AAA）：八幡市
- yu-yu
- 山下健二郎（三代目 J SOUL BROTHERS from EXILE TRIBE）
- 和田光司（アニソン歌手）：福知山市
- 安田みずほ

### シンガーソングライター
- 加藤和彦：京都市伏見区
- はしだのりひこ：京都市
- 杉田二郎：京都市
- 上田正樹：京都市
- 古川豪：京都市
- 渡辺美里：相楽郡精華町
- BONNIE PINK：南丹市（旧八木町）
- 種ともこ：長岡京市
- つじあやの：京都市左京区
- 尾崎亜美：京都市北区
- bird
- 美樹克彦：京都市右京区
- 小谷美紗子：宮津市
- ばんばひろふみ：京都市東山区
- 沢田研二：京都市（生まれは鳥取市）
- 加橋かつみ：京都市（生まれは大阪府堺市）
- 星田紫帆
- 和紗
- ふくい舞
- 豊田勇造：京都市
- 青葉市子：（生まれは千葉県）
- 浜端ヨウヘイ
- 木村恭子：福知山市
- 和智日菜子

### タレント
- 杉本彩：京都市
- 三田寛子：京都市
- 原田まりる：京都市
- 越前屋俵太：城陽市
- 千秋
- 大倉士門
- 山川牧
- 北川弘美
- 小谷大輔（ラジオパーソナリティ、ナレーター）：宇治市
- 今井恵理（シェイプUPガールズ）：八幡市（旧・八幡町）
- 坂下千里子：宇治市
- 赤井沙希（赤井英和の娘）
- 田渕岩夫
- 原田伸郎：京都市
- 西川ヘレン（西川きよし夫人）：京都市
- 山本晃也（立命館大学卒フードファイター）
- ギャル曽根（大食いタレント）：舞鶴市
- 中野吏深
- 仁科仁美（ファッションモデル、女優。後述の松方弘樹・仁科亜季子元夫妻の長女）：京都市
- やしきたかじん：生後まもなく大阪市で育つ
- 宇佐美蘭
- 木下彩音
- 八代じゅん：福知山市
- らんまるぽむぽむタイプα：福知山市
- 虹村かんな
- 川端結愛（ファッションモデル、MAGICOURメンバー）
- 友恵温香
- 中村健次　京都市

### 声優
- 安達まり
- 天野由梨：京都市伏見区（育ちは愛知県）
- 石丸有里子
- 伊藤彩沙
- 乾政子
- 今西正男
- 上田朱音
- 上田純子
- 上田瞳
- 太田淑子（育ちは兵庫県尼崎市）
- 岡哲也
- 陰山真寿美
- 蒲田哲
- 神谷和夫
- 小岩井ことり：京都市
- 小上裕通
- 小橋達也
- こぶしのぶゆき
- 小山武宏：舞鶴市
- 小山力也：京都市
- 斉藤祐子（育ちは大阪府和泉市）
- 坂井恭子
- 相良茉優[4]：京都市伏見区
- 里内信夫：城陽市
- 佐藤まさよし
- 四宮豪
- 壤晴彦
- 進藤尚美
- 鈴鹿千春：京都市北区
- 薛宏美
- ターキー
- 谷藤リョーコ
- 辻香織
- 綱掛裕美：京都市
- 中西みなみ
- 永野善一
- 中道美穂子
- 西口杏里沙
- 西野陽子
- 西村麻弥
- 野瀬碧里
- 野浜たまこ
- 平尾陽子
- 福沢良一
- 藤井美波
- ふしだ里穂
- 松井のり子
- 松本さち
- 水谷麻鈴
- 三宅貴大
- 森伸
- 八木岳：京都市
- 山崎和佳奈（生まれは横浜市[5]）
- 山本亜衣
- 遊佐浩二：京都市伏見区（生まれは大阪府）
- 雪絵玲那
- ゆきのさつき（育ちは滋賀県大津市）
- 横関健悟
- 柊優花
- 吉田美保
- 吉村和紘
- 吉村よう

### 俳優
- 阿井美千子：京都市
- 秋田汐梨
- 芦屋雁之助：京都市
- 芦屋小雁：京都市
- 飛鳥裕子：京都市
- 嵐寛寿郎：京都市
- 池上季実子：京都市（生まれはニューヨーク）
- 池田政典
- 石田太郎[6]：京都市
- 樹もも
- 江原真二郎
- 江幡高志：京都市
- 遠藤太津朗：京都市
- 大浦龍宇一：京都市
- 大信田礼子
- 大空眞弓
- 大出菜々子
- 小野友紀
- 川崎あかね：京都市右京区
- 川崎麻世：京都市（大阪府枚方市育ち）
- 川勝主一郎：京都市
- 鴈龍太郎：京都市
- 岸部一徳：京都市
- 岸部四郎：京都市
- 北大路欣也：京都市
- 京唄子：京都市
- 国広富之
- 國本鐘建
- 久保田磨希：福知山市
- 松田ケイジ：福知山市
- 小出早織
- 小山力也：京都市
- こばやしあきこ：京都市
- 小林薫：京都市
- 近藤正臣：京都市
- 西条美咲
- 四代目坂田藤十郎：京都市
- 桜木那智
- 佐々木蔵之介：京都市
- 笹木俊志
- 佐田啓二：京都市
- 佐野圭亮：京都市
- 汐路章：京都市
- 塩見三省：綾部市
- 志賀勝[7]
- 清水綋治：京都市
- 鈴木えみ：京都市
- 砂川真吾
- 高田美和：京都市
- 高見映：京都市
- 太川陽介：京丹後市（旧・大宮町）
- 竹嶋康成：京都市
- 橘あんり：京都市
- 田畑智子：京都市
- 玉山鉄二：城陽市
- 田宮二郎：京都市（生まれは大阪市）
- 田村高廣：京都市
- 田村正和：京都市
- 田村亮：京都市
- 団時朗：京都市
- 段田安則：京都市
- 千之赫子：京都市
- 津川雅彦：京都市
- 寺島しのぶ：京都市（東京都育ち）
- 長門裕之：京都市
- 中野英雄：京都市
- 中村綾：京都市
- 中村玉緒：京都市
- 名高達男：京都市
- 成嶋涼
- 鳴海じゅん：京都市
- 仁科克基：京都市
- 西村和彦：京都市
- 二谷英明：舞鶴市
- 野川由美子：京都市
- 長谷川一夫：宇治市
- 羽野晶紀：宇治市
- 平野孝世
- 藤田まこと：京都市（生まれは東京都）
- 藤山直美：京都市（生まれは大阪市）
- 星野有香：京都市
- 本田望結：京都市
- 本田紗来：京都市
- 松田ケイジ
- 松原千明：京都市
- 村井克行：京都市
- 村井美樹：京都市
- 村岡弘之
- 森光子：京都市
- 森本のぶ：京都市
- 山咲千里：京都市
- 山城新伍：京都市
- 山村紅葉：京都市
- 山本竜二：京都市
- 由美かおる：京都市
- 吉岡里帆：京都市
- 吉田千恵：南丹市
- 吉田義夫：京都市
- 吉村よう
- 竜雷太：舞鶴市
- 若林哲行
- 和田武：京都市
- 松嶋健太：舞鶴市
- 和田重：綾部市

### 宝塚歌劇団
- 高汐巴：元花組トップスター
- たかね吹々己：元雪組トップスター
- 華優希：元花組トップ娘役
- 加茂さくら：元雪組トップ娘役
- 野々すみ花：元宙組トップ娘役
- 星原美沙緒：元専科男役
- 透水さらさ：元雪組娘役
- 松田沙紀 - 元宙組娘役
- 一原けい - 元専科女役
- 春乃さくら：宙組トップ娘役
- 諏訪さき：雪組男役
- 縣千：雪組男役
- 瑠璃花夏：星組娘役

### バンド・グループ・デュオ
- アーバンギャルド
- かまいたち
- くるり
  - 岸田繁
  - 佐藤征史：亀岡市
- The brilliant green
  - 川瀬智子
  - 松井亮
  - 奥田俊作
- タンポポ
- 氏神一番（カブキロックス）
- 10-FEET
- 非常階段
- 村八分
- BALZAC
- MASTURBATION
- モーモールルギャバン
- ロットングラフティー
- 京（DIR EN GREY）
- 柿健一（STANCE PUNKS）
- TAKUYA
- TAMAMIZU（CASCADE）
- 西寺郷太（NONA REEVES）
- ハレンチ☆パンチ（小笠原朋美・奥菜真子）
- スムルース
- ドレミ團（Ken・Ryu）
- UNCHAIN：京丹後市
- DEVELOP=FRAME
- 田澤孝介（元Waive）
- 鴨川
- 黒田倫弘（SCARECROW、元Iceman）
- 笹野みちる（京都町内会バンド、元東京少年）
- 情熱マリーとしゃぼん玉ハイスクール
- CHiCO (ACE)：宇治市
- Lillies and Remains
- 私の思い出

### 落語家
- 森乃福郎：初代、2代目とも京都市
- 桂米二：京都市
- 桂塩鯛
- 3代目桂枝三郎：京都市
- 桂三扇：福知山市（枝三郎、三扇とも六代文枝の弟子）
- 露の五郎兵衛（江戸時代の落語家）
- 立川吉笑：京都市
- 昔昔亭A太郎：京都市

### その他の芸能人
- 荒木さやか（ファッションモデル、DJ）
- 泉里香（ファッションモデル）
- 五世 井上八千代（観世三千子、井上流第五代家元）
- 井本彩花（ファッションモデル）
- 川瀬もえ（レースクイーン、グラビアアイドル）
- 上岡龍太郎（元タレント）：京都市
- 金剛永謹（能楽師、金剛流宗家）
- 権隨玲（ファッションモデル）
- 谷口彩菜（グラビアアイドル）
- トラウデン直美（ファッションモデル）
- 浜村淳（司会者、映画評論家）：京都市
- しもぐち☆雅充（α-stationパーソナリティー）：京都市
- 島田紳助（元タレント）：京都市
- 木河淳（ラジオDJ）：福知山市
- 森川茉莉（グラビアアイドル）
- レトルト（ゲーム実況者）

## マスコミ

### アナウンサー・キャスター
NHK（現在所属の放送局などは各人物の項目を参照すること）
- 杉嶋亮作：精華町
- 若月弘一郎：城陽市

京都放送（KBS京都）
- 海平和：京都市
- 木村寿伸

関西の民放
- 岩城潤子 - 毎日放送、現在は総務局総務部に異動：京都市
- 小城敏 - 讀賣テレビ放送、現在は放送運営局放送運営業務部長：京都市
- 庄野数馬 - テレビ大阪、元山口放送：長岡京市
- 中村香奈 - 毎日放送、現在は経理局に異動、気象予報士：京都市
- 西村麻子 - 毎日放送：京都市

その他の民放
- 石田佳世 - 高知放送（MC企画から派遣）：木津川市、旧木津町
- 高井一 - 東海テレビ放送：京都市
- 立本信吾 - フジテレビジョン：京都市
- 田中友英 - RKB毎日放送、元ラジオ大阪：京都市
- 新タ悦男 - TBS：京田辺市
- 野路毅彦 - 静岡放送：京都市
- 浜中順子 - 福島テレビ：京都市
- 前田麻衣子 - 中京テレビ放送：京都市
- 牧野克彦 - 静岡放送、元瀬戸内海放送：宇治市
- 磯部翔 - テレビ長崎：京都市
- 塩見啓一 - 中部日本放送：福知山市
- 岸猛 - 西日本放送：福知山市

フリー
- 乾龍介 - 元朝日放送：京都市
- 大八木文香 - 舞夢プロ所属、元四国放送→フリー（元オフィスキーワード所属）：京都市
- 奥田博之 - 元ラジオ関西：京都市
- 川端義明 - 81プロデュース所属、元NHK、立命館大学客員教授、NHKホール主幹：京都市
- 桑原征平 - 元関西テレビ放送：京都市右京区
- 五藤めぐみ - ジョイスタッフ所属、元ラジオ福島→元テレビ山梨：京都市
- 鈴木史朗 - キャスト・プラス所属、元TBS：京都市北区
- 谷尻萌 - セント・フォース所属
- 野村啓司 - 元毎日放送：京都市
- 羽川英樹 - ビッグフェイス代表取締役、元山陽放送→元讀賣テレビ放送→フリー（元昭和プロダクション所属）：京都市
- 長谷川宏和 - 元北海道テレビ放送：京都市
- 濱中博久 - ジェイ・ツー所属、NHKシニアスタッフ、元NHK ：京都市
- 早田和泰 - 昭和プロダクション所属、元山陽放送：京都市
- 村上信夫 - 元NHK：京都市
- 八木梨早 - フリー
- 藪本雅子 - 元日本テレビ⇒報道局記者を経て退社後フリー：京都市

退職者・転職者
- 宮原亜友子 - 元名古屋テレビ放送→元フリー（元圭三プロダクション所属）：宇治市
- 吉田たかよし - 医師、コメンテーター（タイタン所属）、元NHK：京都市
- 新実彰平 - 元関西テレビ放送：京都市

### 番組制作者
- 河内一友 - 毎日放送代表取締役社長：京都市
- 岩田潤 - テレビプロデューサー、朝日放送編成局企画戦略部
- 石田秀樹 - テレビプロデューサー、関西テレビ放送制作部：京都市
- 西澤宏隆 - 元テレビプロデューサー、関西テレビ放送スポーツ部→編成部
- 松本明 - テレビディレクター・プロデューサー、A-Proオフィス代表者。元朝日放送ドラマ部門チーフディレクター：京都市
- 水口昌彦 - ポニーキャニオン取締役（映画本部長）、元フジテレビジョン編成制作局バラエティ制作センター室長
- 山本和夫 - テレビプロデューサー・ディレクター、ドラマデザイン社代表取締役、元讀賣テレビ放送ドラマ部門チーフプロデューサー：京都市
- 白岩久弥（元讀賣テレビ放送プロデューサー）
- 木村政雄 - フリープロデューサー、元吉本興業常務取締役：京都市
- 櫻井雄一 - テレビプロデューサー
- 白武ときお - 放送作家

### ジャーナリスト
- 有田芳生 - ジャーナリスト：北桑田郡周山町（現・京都市）
- 井上トシユキ - ジャーナリスト：京都市
- 田中宏明 - アメリカ在住ジャーナリスト、元TBSアナウンサー：長岡京市
- 玉木正之 - スポーツライター：京都市
- 近藤祐司 - スポーツアンカー：京都市

## その他

### 歴史上の人物
- 足利義満（室町幕府第3代征夷大将軍）
- 足利義政（室町幕府第8代征夷大将軍）
- 足利義輝（室町幕府第13代征夷大将軍）
- 足利義昭（室町幕府第15代征夷大将軍）
- 池田忠継（備前岡山藩初代藩主、鳥取池田家初代）
- 菅原道真（平安時代の貴族、学者、漢詩人、政治家）
- 平清盛（平安時代末期の日本の武将、公卿、棟梁）
- 徳川頼宣（紀伊和歌山藩初代藩主）
- 日野富子（室町幕府8代将軍・足利義政の正室）
- 藤原定家（平安時代末期から鎌倉時代初期にかけての公家・歌人、正二位・権中納言）
- 藤原道長（平安時代の公卿）
- 細川幽斎（戦国時代の武将、戦国大名、歌人）
- 細川忠興（戦国時代から江戸時代前期にかけての武将・大名
- 源義経（平安時代の日本の武将）

### アダルトタレント
- 花純（引退済）
- 進藤玲菜（引退済）
- 月城まおら（引退済）
- 月野しずく（引退済）
- 西野美緒（引退済）
- 星りょう（引退済）
- 星野あかり（引退済）
- 枢木あおい
- 星仲ここみ
- 前乃菜々
- 山本竜二
- ラッシャーみよし

### その他の人物
- カロリーナあきこ（KAIENTAI-DOJO所属、リング・アナウンサー）
- 中島国章（プロ野球国際スカウト）
- 松澤まゆ（気象予報士）
- よしだあつこ（脚本家）

### 漫画・アニメ・ゲームに登場する架空の人物
- 結城綾子（『ヴァリアブル・ジオ』シリーズ）
- 綾崎若菜（『センチメンタルグラフティ』）：京都市出身
- 磯鷲早矢（『こちら葛飾区亀有公園前派出所』）
- 弥海砂（『DEATH NOTE』）
- 志々雄真実（『るろうに剣心 -明治剣客浪漫譚-』）
- 九条昴（『サクラ大戦』シリーズ）
- 柳木一成（『Jドリーム』）
- 青山素子（『ラブひな』）
- 沢近愛理（『スクールランブル』）
- 篁唯依（『マブラヴ オルタネイティヴ トータル・イクリプス』）
- 京都雅（『もえちり!』シリーズの擬人化キャラ）
- 桜咲刹那（『魔法先生ネギま!』）
- （祇園仮面）アラシヤマ（『南国少年パプワくん』、『PAPUWA』）
- 木暮夕弥（『イナズマイレブン』）
- 御堂筋翔（『弱虫ペダル』）
- 小早川紗枝（『アイドルマスター シンデレラガールズ』）
- 塩見周子（『アイドルマスター シンデレラガールズ』）
- 佐城雪美（『アイドルマスター シンデレラガールズ』）
- 相馬夏美（『アイドルマスター シンデレラガールズ』）
- 伊集院北斗（『アイドルマスター SideM』）
- 黒野玄武（『アイドルマスター SideM』）
- 桜庭薫（『アイドルマスター SideM』）
- 藤原みやび（『アイカツ!』）
- 嵐山ギンガ（『新幹線変形ロボ シンカリオンZ』）
- 近衛めぶき（『魔法少女大戦』）

### 小説に登場する架空の人物
- 佐田千恵子・苗子（古都）
- 音川音二郎（京都殺人案内）

## 京都府にゆかりのある人物
- 朝原宣治（元陸上選手。北京オリンピック男子4×100メートルリレー金メダリスト。同志社大学に在学していた）：神戸市北区出身
- 東克樹（横浜DeNAベイスターズ投手。立命館大学に在学していた）：三重県四日市市出身
- 麻生圭子（エッセイスト、元作詞家）：大分県日田市生まれ。1996年より京都市在住
- あのねのね（フォークデュオ。京都産業大学に在学していた）：清水國明が福井県出身、原田伸郎は前述の通り京都市出身
- 有田雅明（NHKアナウンサー。立命館大学に在学していた）：熊本県八代市出身
- 有安杏果（アイドル、女優、シンガーソングライター、ももいろクローバーZのメンバー）：京都府生まれ[8]。出身地は埼玉県富士見市[9]。
- 石井亮次（フリーアナウンサー。同志社大学に在学していた）大阪府東大阪市出身
- 石田靖（お笑いタレント。京都産業大学に在学していた）：兵庫県伊丹市出身
- 石丸伸二（元安芸高田市長。京都大学に在学していた）：広島県安芸高田市出身
- 和泉修（お笑いタレント。同志社大学に在学していた）：大阪府阪南市育ち（鹿児島県生まれ）
- 市川右太衛門（俳優。北大路欣也の父）：香川県丸亀市生まれ
- 市田忠義（参議院議員、日本共産党書記局長。龍谷大学図書館職員を経て、京都の共産党の職員となる）：大阪市生まれ、滋賀県育ち
- 市田ひろみ（服飾（特に和服）評論家、タレント。京都府立大学短大部に在学していた）：大阪市生まれ
- 稲垣秀人（NHKアナウンサー。初任地がNHK京都放送局）：東京都出身
- 岩本計介（朝日放送アナウンサー。京都大学に在学していた）：奈良県出身
- 宇治原史規（お笑い芸人（ロザン）。京都大学に在学していた）：大阪府四条畷市生まれ
- 内山田洋（作曲家、元クールファイブリーダー。立命館中学・高校に在学していた）：福岡県柳川市生まれ
- 梅垣義明（俳優、WAHAHA本舗。京都産業大学に在学していた。中退）：岡山県笠岡市出身
- 宇良和輝（大相撲力士。京都府立鳥羽高等学校に在学していた）：大阪府寝屋川市出身
- 浦川泰幸（朝日放送アナウンサー。立命館大学に在学していた）：熊本市出身
- 榎美沙子（女性解放運動家、薬剤師。京都大学に在学していた）：徳島県生まれ
- 大空直美（声優。立命館大学に在学していた。）：大阪府高槻市生まれ
- 太田雄貴（フェンシング選手。北京オリンピックフルーレ個人銀メダリスト。同志社大学に在学していた）：大津市生まれ
- 大畑大介（ラグビー選手。京都産業大学に在学していた）：大阪市出身
- 大森一樹（映画監督・医師。京都府立医科大学に在学していた）：大阪市生まれ
- 岡林信康（フォーク歌手。同志社大学に在学していた）：滋賀県近江八幡市生まれ
- 四代目尾上菊之助（現・七代目菊五郎、歌舞伎役者）：東京都生まれ。前述の長女・寺島しのぶの誕生に立ち会うため京都市に滞在時期あり=しのぶの誕生が南座での顔見世興行と時期が重なったため
- 鹿島綾乃（NHKアナウンサー。京都大学に在学していた）：鹿児島県出身
- 茅島成美（女優）：東京都生まれ
- カズレーザー（お笑いタレント（メイプル超合金）。同志社大学に在学していた）：埼玉県加須市出身
- 加藤一二三（将棋棋士。中学の途中より高校卒業まで木津町に在住）：福岡県嘉穂郡稲築村生まれ
- 河口正史（元アメリカンフットボール選手。立命館大学に在学していた）：兵庫県川西市生まれ
- 河島英五（シンガーソングライター）：大阪府東大阪市出身
- 川谷拓三（俳優）：高知県室戸市生まれ
- 岸田敏志（シンガーソングライター、俳優。京都教育大学に在学していた）：岡山県真庭市出身
- 北野剛寛（NHKアナウンサー。京都大学に在学していた）岡山市生まれ
- 北野誠（お笑いタレント。京都産業大学に在学していた）：大阪市出身
- 杭迫柏樹（書家）：静岡県周智郡森町生まれ
- 工藤栄一（映画監督）：北海道苫小牧市生まれ
- 倉田準二（映画監督）：横浜市生まれ
- 蔵原惟繕（映画監督）：ボルネオ・サラワク王国（現・マレーシア）生まれ
- 倉本寿彦（横浜DeNAベイスターズ内野手。日本新薬に勤めていた。）：神奈川県茅ヶ崎市出身
- 栗塚旭（俳優。洛北高校に在学していた）：北海道生まれ
- 黒岩重吾（小説家。同志社大学に在学していた）：大阪市生まれ
- 黒木和雄（映画監督。同志社大学に在学していた）：宮崎県えびの市生まれ
- 黒田義之（映画監督。立命館大学に在学していた）：松山市生まれ
- クロちゃん（お笑いタレント（安田大サーカス）。花園大学に在学していた）：広島県東広島市出身
- 甲本雅裕（俳優。京都産業大学に在学していた）：岡山市出身
- 近衛十四郎（俳優。後述の松方弘樹・目黒祐樹兄弟の父）：新潟県長岡市生まれ
- 後藤悦治郎（フォーク歌手（紙ふうせん）。京都外国語大学に在学していた）：兵庫県尼崎市生まれ
- 小林綾子（女優。立命館大学に在学していた）：東京都出身
- 小林誠司（読売ジャイアンツ捕手。同志社大学に在学していた）：大阪府堺市出身
- 近藤等則（トランペット奏者。京都大学に在学していた）：愛媛県今治市生まれ
- 近藤真広（テレビプロデューサー（朝日放送）。同志社大学に在学していた）：名古屋市生まれ
- 佐々木紀代子（旧姓・石野。フリーアナウンサー（元フジテレビアナウンサー）。同志社女子大学に在学していた）：福井県出身。現在は岩手県在住
- 佐竹桃華（女優）：大阪府生まれ。京都バレエ専門学校に在学していた。
- 里見浩太朗（俳優）：静岡県富士宮市出身
- 佐野優子（バレーボール選手。北嵯峨高校に在学していた）：大阪府高槻市生まれ
- 佐野量子（元アイドル。京都市在住）：静岡県富士宮市出身
- 三代目魚武濱田成夫（詩人。銅駝美術工芸高校に在学していた）：兵庫県西宮市生まれ
- 柴田俊治（元朝日放送会長・社長、元朝日新聞大阪本社編集局長。京都大学に在学していた）：大阪市生まれ
- 笑福亭鶴瓶（落語家・タレント。京都産業大学に在学していた。中退）：大阪市出身
- 白井貴子（ロック歌手。京都女子高校に在学していた）：神奈川県藤沢市生まれ
- 菅原文太（俳優）：仙台市出身
- 杉良太郎（演歌歌手、俳優）：神戸市出身
- 鈴木則文（映画監督。立命館大学に在学していた。中退）：静岡県生まれ
- 瀬戸内寂聴（小説家、尼僧）：徳島市生まれ。京都市に在住していた
- 高井真理子（元NHKアナウンサー。初任地がNHK京都放送局）：東京都出身
- 田尾安志（元プロ野球選手。同志社大学に在学していた）：大阪市出身（香川県生まれ）
- 高石ともや（フォーク歌手、マラソンランナー）：北海道生まれ
- 高田浩吉（俳優、元祖“歌う映画スター”。高田美和の父）：兵庫県尼崎市生まれ
- 高木彬光（小説家。旧制京都帝国大学に在学していた）：青森市生まれ
- 高橋幸子（元エッセイスト。オルタナティブ教育の先駆者。京都Tomorrow 、はなかみ通信などの編集長を歴任。同志社大学文学部新聞学専攻卒業
- 瀧川剛史（NHKアナウンサー。初任地が京都局）奈良県出身
- たくや（ドラム奏者。元Hysteric Blueメンバー。同志社大学に在学していた。中退）：大阪府生まれ
- 武量子（元タレント・佐野量子。後述の武豊夫人）：静岡県富士宮市生まれ。現在は京都市在住
- 竹村延和（ミュージシャン）：大阪府枚方市生まれ。本府内在住を経て、ドイツへ移住
- 辰巳琢郎（俳優。京都大学に在学していた）：大阪市出身
- 田中英祐（元千葉ロッテマリーンズ投手。京都大学に在学していた）：兵庫県高砂市生まれ
- 田中徳三（映画監督）：大阪市生まれ
- 棚橋弘至（プロレスラー。立命館大学に在学していた）岐阜県大垣市出身
- 玉川徹（元テレビ朝日社員。京都大学に在学していた）宮城県出身
- 津島勝（映画監督。京都大学に在学していた）：大阪市生まれ
- 筒井康隆（小説家。同志社大学に在学していた）：大阪市生まれ
- 強（歌手。平安高校卒業）：大阪市生まれ
- ミルコ・デムーロ（競馬騎手。京都市在住）：イタリア生まれ
- 土井たか子（元衆議院議員。旧制京都女子専門学校に在学していた）：神戸市生まれ
- 東海辰弥（元アメリカンフットボール選手。京都大学に在学していた）：富山県氷見市生まれ
- 戸浦六宏（俳優。京都大学に在学していた）：大阪市生まれ
- 土佐ノ海敏生（元大相撲力士、現立川親方。同志社大学に在学していた）：高知県安芸市出身
- どんと/久富隆司（ミュージシャン。元BO GUMBOSリーダー。京都大学に在学していた。中退）：岐阜県大垣市生まれ
- 殿岡康永（ゲームクリエイター。京都工芸繊維大学に在学していた）：群馬県桐生市生まれ
- 長瀬弘樹（音楽プロデューサー。洛南高校、京都大学に在学していた）：兵庫県伊丹市生まれ
- 長峰由紀（TBSアナウンサー。立命館大学に在学していた）：埼玉県出身
- 中西哲生（元プロサッカー選手、サッカー解説者、スポーツジャーナリスト。同志社大学に在学していた）：愛知県名古屋市生まれ
- 中村うさぎ（小説家。同志社大学に在学していた）：福岡県生まれ
- 二世中村鴈治郎（歌舞伎役者。四代目坂田藤十郎・中村玉緒兄妹の父）：大阪市生まれ
- 中邨雄二（朝日放送アナウンサー。龍谷大学に在学していた）：滋賀県出身
- 夏目三久（フリーアナウンサー（元日本テレビアナウンサー）。同志社女子高に在学していた）：大阪府箕面市生まれ
- 生瀬勝久（俳優。同志社大学に在学していた）：兵庫県西宮市出身
- 西尾大介（東映アニメーション監督。立命館大学に在学していた）：広島県三次市生まれ。
- 西谷岳文（競輪選手、元ショートトラック選手、長野オリンピック金メダリスト、競輪選手登録地が京都府）：大阪府出身
- 仁科亜季子（旧芸名：仁科明子、女優。松方弘樹と結婚、一時引退から離婚まで京都市で暮らしていた）：東京都出身
- 野口みずき（マラソン選手。アテネオリンピック金メダリスト。ワコール社員だったが、師匠の藤田信之とともに独立）：三重県伊勢市出身（神奈川県生まれ）
- 野間口有（三菱電機取締役会長。京都大学に在学していた）：鹿児島県生まれ
- 野村正育（NHKアナウンサー。初任地が京都局。京都大学に在学していた）：滋賀県出身
- ハイヒールリンゴ（お笑いタレント。京都産業大学に在学していた）：大阪府枚方市出身
- 葉加瀬太郎（ヴァイオリニスト。京都市立堀川高校に在学していた）：大阪府吹田市出身
- 長谷川滋利（元メジャーリーガー（シアトル・マリナーズ）。立命館大学に在学していた）：兵庫県加古川市出身
- 長谷川豊（元フジテレビアナウンサー。立命館大学に在学していた）：奈良市出身
- 東ブクロ（お笑いコンビさらば青春の光。同志社大学に在学していた）：大阪府茨木市出身。
- 響奈美（AV女優。京都大学に在学していた）：福岡県生まれ
- 平松邦夫（前大阪市長、元毎日放送アナウンサー。同志社大学に在学していた）：兵庫県尼崎市出身
- 廣瀬佳司（ラグビー選手。京都産業大学に在学していた）：大阪府生まれ
- 広橋涼（声優。龍谷大学に在学していた）：新潟県生まれ
- 深作欣二（映画監督）：水戸市生まれ
- 福士加代子（陸上選手。3000m・5000mの日本記録保持者。ワコール社員）：青森県出身
- 福本清三（俳優。「5万回斬られた男」の異名を持つ）：兵庫県生まれ
- 福元英恵（フリーアナウンサー、元フジテレビアナウンサー。京都大学に在学していた）：大阪府柏原市出身
- 富司純子（旧芸名：藤純子、女優）：和歌山県御坊市生まれ
- 藤山寛美（お笑いタレント、俳優）：大阪市生まれ
- 風吹ジュン（女優）：富山県高岡市生まれ
- 古川洋平（クイズ作家、立命館大学に在学していた）：宮城県仙台市生まれ
- 古田敦也（元プロ野球選手。立命館大学に在学していた）：兵庫県川西市出身
- 堀内孝雄（シンガーソングライター。京都産業大学に在学していた。中退）：大阪市出身
- 真木和（元陸上選手。10000mの元日本記録保持者、アトランタ五輪マラソン日本代表。元ワコール社員）：愛媛県生まれ
- 万城目学（小説家。京都大学に在学していた）：大阪府生まれ
- 松尾昭典（映画監督。京都大学に在学していた）：大阪市生まれ
- 松方弘樹・目黒祐樹兄弟（俳優）：共に東京都生まれ
- 松林宗恵（映画監督。龍谷大学専門部に在学していた）：島根県生まれ
- 松本修（テレビプロデューサー、朝日放送コンテンツ製作局長。京都大学に在学していた）：滋賀県生まれ
- 松本和也（NHKアナウンサー。京都大学に在学していた）：神戸市生まれ
- 三浦知良（サッカー選手。京都サンガに所属していた）：静岡県出身
- 三島ゆり子（女優）：横浜市生まれ
- 水谷勝海（GAORAチーフアナウンサー、元毎日放送アナウンサー。立命館大学に在学していた）：三重県桑名市生まれ
- 宮本慎也（元東京ヤクルトスワローズ内野手。同志社大学に在学していた）：大阪府吹田市出身
- 森一夫（教育評論家）：三重県出身。京極国民学校、京都市立下鴨小学校で学んだ[要出典]。日本理科教育学会名誉会員（元・会長）。大阪教育大学名誉教授。大阪総合保育大学大学院教授。
- 森毅（京都大学名誉教授）：東京都生まれ。八幡市在住
- 森﨑東（映画監督。京都大学に在学していた）：長崎県島原市生まれ
- 森脇健児（お笑いタレント。洛南高校に在学していた）：大阪府枚方市出身、京都府在住。
- やしきたかじん（歌手、タレント。龍谷大学に在学していた）：大阪市出身
- 安田公義（映画監督）：東京都生まれ
- 山内久司（朝日放送顧問、元ドラマ部門チーフプロデューサー。花園大学客員教授。京都大学に在学していた）：大阪市生まれ
- 八木麻紗子（テレビ朝日アナウンサー。京都大学に在学していた）：大阪府枚方市生まれ
- やす子（お笑いタレント。宇治市の大久保駐屯地で働いていた）：山口県出身
- 八巻アンナ（声優。同志社大学に在学していた）：鳥取県生まれ
- 山口洋子（小説家・作詞家。京都女子高校に在学していた。中退）：名古屋市生まれ
- 山崎豊子（小説家。旧制京都女子専門学校に在学していた）：大阪市生まれ
- 山下耕作（映画監督。京都大学に在学していた）：鹿児島県阿久根市生まれ
- 山本浩之（元関西テレビアナウンサー。龍谷大学に在学していた）：大阪府堺市生まれ
- ラモス瑠偉（元プロサッカー選手。京都サンガに所属していた）：ブラジル出身の帰化日本人。
- クリストフ・ルメール（競馬騎手。京都市在住）：フランス生まれ
- レイザーラモンHG（お笑いタレント。同志社大学に在学していた）：兵庫県加古郡出身（神戸市垂水区生まれ）
- 若山富三郎・勝新太郎兄弟（俳優）：共に東京都生まれ
- 和久峻三（小説家・弁護士。京都大学に在学していた）：大阪市生まれ。京都市在住
- 渡辺淳一（小説家）：北海道生まれ。『野わけ』『まひる野』『化粧』『桜の樹の下で』の4作品は京都市が舞台

### 親が京都府出身の人物
- 有安杏果（アイドル、女優、シンガーソングライター、ももいろクローバーZの元メンバー。両親が京都府出身。そのため家族とは関西弁で会話する）：自身も京都府生まれ[8] で、埼玉県富士見市育ち
- 大島渚（映画監督。母親が京都市出身）：岡山県玉野市生まれ
- 倉木麻衣（シンガーソングライター。実父であり映画監督である山前五十洋が京都市出身。立命館宇治高等学校・立命館大学に在学していた）：千葉県出身
- 小林尽（漫画家。親が京都府出身で、代表作の『夏のあらし!』に京都の地名からとった登場人物が多い）：千葉県生まれ
- すみれ（モデル・タレント、母親が松原千明）：東京都生まれ
- 武豊（JRA騎手。父は武邦彦調教師）：滋賀県栗東市育ち、京都市生まれ。5歳まで京都で過ごす
- 谷内里早（女優、父親が国広富之）：東京都生まれ
- 土家歩・里織兄妹（俳優。父親が江原真二郎）：共に東京都生まれ
- 鶴木陽子（元中京テレビアナウンサー。両親が京都府出身）：愛媛県出身
- 鳥越俊太郎・さやか父子（ジャーナリスト、シャンソン歌手。母親（祖母）が京都市出身）：福岡県、東京都生まれ
- 中井貴惠・貴一姉弟（俳優、貴惠は兼エッセイスト。父親が佐田啓二）：共に東京都出身
- 西川忠志（俳優）・弘志（元俳優）・かの子（タレント）兄妹（母親が西川ヘレン）：共に大阪府出身
- 二谷友里恵（元女優。父親が二谷英明）：東京都生まれ
- 野村克則（元プロ野球選手。父親が野村克也）：大阪府豊中市生まれ
- 宮崎謙介（元議員。ルーツが伏見区）：東京都新宿区生まれ
- 宮沢賢治（詩人・童話作家。父親が本府出身）：岩手県生まれ
- 恵俊彰（お笑いタレント・ホンジャマカ。母親が京都市出身）：鹿児島県鹿児島市出身

### 先祖が京都出身の人物
- 小桜葉子：岩倉具視の曾孫娘
  - 加山雄三：小桜葉子の息子
    - 山下徹大：加山の息子
    - 梓真悠子：加山の長女
    - 池端えみ：加山の次女
    - 喜多嶋舞：小桜葉子の従孫娘、（父の喜多嶋修が小桜葉子の甥、加山のいとこ）